# Test de Lilliefors
En statistique, le test de Lilliefors est un test de normalité adapté du test de Kolmogorov-Smirnov permettant de tester l'hypothèse nulle  que les données soient issues d'une loi normale quand les paramètres de la loi normale ne sont pas connus, c'est-à-dire quand ni l'espérance μ ni l'écart type σ ne sont connus. Il porte le nom d'Hubert Lilliefors, professeur de statistique à l'Université George Washington.

## Principe du test
1. Estimer la moyenne et la variance de la distribution en se basant sur les données.
2. Trouver le maximum de variance entre la fonction de répartition empirique et la fonction de répartition de la distribution normale d'espérance et de variance estimée en 1, comme dans le test de Kolmogorov-Smirnov.
3. Enfin, estimer si le maximum de variance est assez grand pour être statistiquement significatif ce qui entraînerait le rejet de l'hypothèse nulle en fonction de la distribution de Lilliefors.
La distribution de Lilliefors est stochastiquement plus petite que la distribution de Kolmogorov-Smirnov et a été calculée uniquement par la méthode de Monte-Carlo . En effet le test de Lilliefors prend en compte le fait que la fonction de répartition est plus proche des données empiriques que ce qu'elle devrait être, étant donné qu'elle repose sur une estimation réalisée sur les données empiriques. Le maximum de variance est donc plus faible que ce qu'il devrait être si l'hypothèse nulle avait été testée sur une distribution normale de paramètres connus.